# IC 2159
IC 2159 ist ein Teil des Emissionsnebel NGC 2175 im Sternbild Orion. Das Objekt wurde am 11. Februar 1890 von Guillaume Bigourdan entdeckt.